# Newton (unitat)

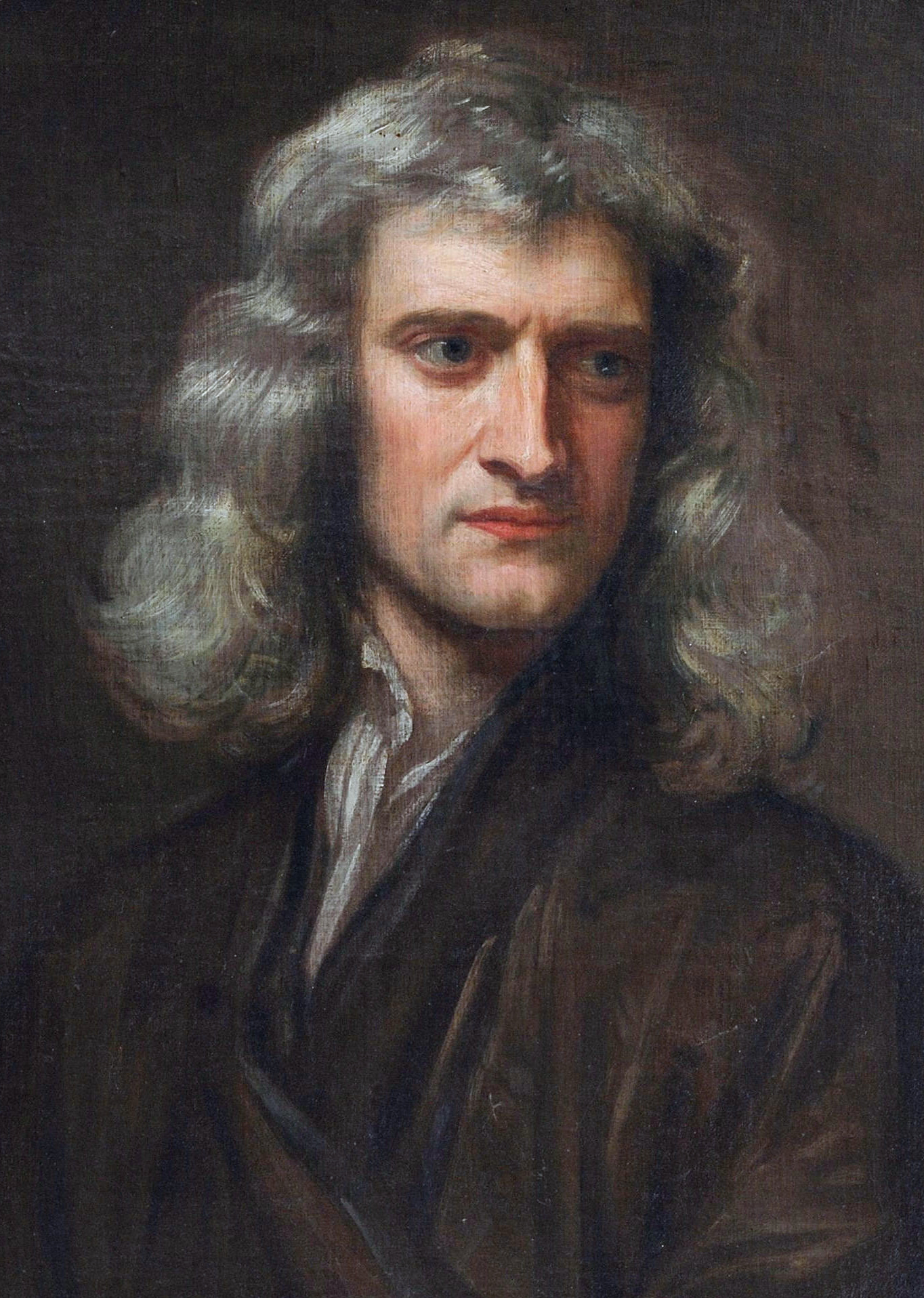
Sir Isaac Newton (1689)

|  | Per a altres significats, vegeu «Newton (desambiguació)». |

El newton és una unitat derivada de força del Sistema Internacional d'Unitats que serveix per mesurar el pes dels cossos. El seu símbol és N i va rebre el seu nom en honor d'Isaac Newton, en reconeixement dels seus treballs en mecànica clàssica. Va ser utilitzat per primera vegada a voltants de l'any 1904, però no va ser fins al 1948 que el newton va ser adoptat oficialment per la Conferència General de Pesos i Mesures com a nom per la unitat de força mks.
Al llenguatge comú, no científic, s'acostuma a confondre la massa, que es mesura en quilograms, amb el pes, que s'ha de mesurar en newtons. Sabent que una massa d'un quilogram pesa aproximadament 10 N a la superfície de la Terra (9,81 N és el valor que s'utilitza habitualment si es considera que l'acceleració de la gravetat, g, és de 9,81 m/s²), es pot admetre que 1 quilogram-força o quilopond (una antiga unitat de pes que participa d'aquesta confusió) és pràcticament equivalent a 10 N en càlculs quotidians o d'enginyeria, sempre que no requereixen de precisió i siguin mesurats en l'àmbit terrestre. Cal tenir en compte que el pes depèn de la gravetat que actua sobre una massa, de manera que, per exemple, el mateix cos pesarà diferentment a la Terra que a la Lluna, o a diferents altituds de la pròpia Terra.

## Definició
Un newton és igual a la quantitat de força necessària en el buit per a donar a una massa d'un quilogram una acceleració d'1 metre/segon² (és una unitat derivada que es defineix en termes de les unitats base del SI).
Això es pot expressar matemàticament com:
{\displaystyle \mathrm {1\,N=1\,{\frac {\mathrm {kg} \cdot \mathrm {m} }{s^{2}}}} }
Aquesta definició es basa en la relació entre forces i acceleracions que es desprèn de la segona llei de Newton:
On F és la força, a és l'acceleració i m la massa. Si es representa l'equació de la força, substituint amb magnituds del Sistema Internacional queda:
El newton és la unitat de força del SI, és una unitat derivada atès que es defineix en funció d'altres unitats.
Atès que el pes és una mesura de la força entre dos objectes deguda a la gravetat, el newton és també una mesura del pes, vàlida en un punt donat. Una massa d'un quilogram té un pes aproximat de 9,81 newtons. La llegenda explica que Isaac Newton es va inspirar en la caiguda d'una poma per desenvolupar la seva teoria de la gravitació i per una coincidència curiosa el pes d'una poma petita és aproximadament un newton: un objecte d'una massa de 101,94 grams pesa 1 newton a la superfície de la Terra.
Una altra definició de Newton, és que pot considerar-se la força que proporciona un impuls a raó d'1 kg·m/s. Això vol dir que si s'aplica permanentment una força d'1 newton a un cos puntual de massa 1 kg, cada segon, la velocitat s'incrementarà en 1 m/s.
El 1946, la Resolució 2 de la Conférence Générale des Poids et Mesures va estandarditzar la unitat de força del sistema d'unitats MKS perquè fos la quantitat necessària per accelerar 1 quilogram de massa a una velocitat d'1 metre per segon quadrat. El 1948, la 9a Resolució CGPM 7 va adoptar el nom de newton per a aquesta força. Aleshores, el sistema MKS es va convertir en el model del sistema SI actual d'unitats. El newton es va convertir així en la unitat estàndard de força en el Système international d'unités (SI), o Sistema Internacional d'Unitats.

## Múltiples
| Múltiple | Nom         | Símbol | Submúltiple | Nom          | Símbol |
| -------- | ----------- | ------ | ----------- | ------------ | ------ |
| 10¹      | decanewton  | daN    | 10–1        | decinewton   | dN     |
| 10²      | hectonewton | hN     | 10–2        | centinewton  | cN     |
| 103      | quilonewton | kN     | 10–3        | mil·linewton | mN     |
| 10⁶      | meganewton  | MN     | 10–6        | micronewton  | µN     |
| 10⁹      | giganewton  | GN     | 10–9        | nanonewton   | nN     |
| 1012     | teranewton  | TN     | 10–12       | piconewton   | pN     |
| 1015     | petanewton  | PN     | 10–15       | femtonewton  | fN     |
| 1018     | exanewton   | EN     | 10–18       | attonewton   | aN     |
| 1021     | zettanewton | ZN     | 10–21       | zeptonewton  | zN     |
| 1024     | yottanewton | YN     | 10–24       | yoctonewton  | yN     |

## Taula de conversions
|                                                                        | Newton (unitat del SI) | Dina           | Quilopond         | Lliura-força      | Lliura           |
| ---------------------------------------------------------------------- | ---------------------- | -------------- | ----------------- | ----------------- | ---------------- |
| 1 N                                                                    | ≡ 1 kg m/s²            | = 10⁵ dines    | ≈ 0.10197 kgf     | ≈ 0.22481 lbf     | ≈ 7.2330 lb      |
| 1 dina                                                                 | = 10−5 N               | ≡ 1 g·cm/s²    | ≈ 1.0197×10−6 kgf | ≈ 2.2481×10−6 lbf | ≈ 7.2330×10−5 lb |
| 1 kgf                                                                  | = 9.80665 N            | = 980665 dines | ≡ gn·(1 kg)       | ≈ 2.2046 lbf      | ≈ 70.932 lb      |
| 1 lbf                                                                  | ≈ 4.448222 N           | ≈ 444822 dines | ≈ 0.45359 kgf     | ≡ gn·(1 lb)       | ≈ 32.174 lb      |
| 1 lb                                                                   | ≈ 0.138255 N           | ≈ 13825 dina   | ≈ 0.014098 kgf    | ≈ 0.031081 lbf    | ≡ 1 lb·ft/s²     |
| El valor de gn és utilitzat ací per a totes les unitats de Gravitació. |                        |                |                   |                   |                  |

## Exemples
- 1 N és la força de la gravetat de la Terra sobre un objecte amb una massa d'aproximadament 102 g (1/9,8 kg), com ara una poma petita.[8]
- És habitual veure forces expressades en kilonewtons or kN, en què 1 kN = 1.000 N.[9]
- La potència de la mossegada dels animals es pot expressar en newtons:
  - Es calcula que la mandíbula de l'al·losaure podia exercir una força d'uns 3.500 N.[10] Tanmateix, el crani era prou fort com per resistir una força de gairebé 55.500 N de força vertical contra les dents, de manera que és bastant probable que aquest dinosaure aprofités la força del crani per matar i mastegar les seves preses.[11][12]
  - Els al·ligàtors poden exercir una força de mossegada superior als 16.000 N.[13]
  - Els lleons poden mossegar amb una força per sobre dels 4 kN,[14] i els lleopards amb una força d'uns 2.268 N.[cal citació]
- Els coets acceleradors sòlids dels transbordadors espacials proporcionen una força de 12.500.000 N cadascun durant el llançament, cosa que representa el 83% de l'impuls total necessari per al llançament.[15]
- El motor de la sonda espacial Mariner 4, la primera a sobrevolar el planeta Mart amb èxit,[16][17] exercia una força d'impuls de 222 N.
- La primera etapa del coet Saturn V exercia una força d'impuls de més de 34 milions de newtons. La segona etapa, en canvi, tenia una força d'impuls de 5,1 milions de newtons, i la tercera etapa 1,0001 milions de newtons.[18]
- L'atracció de la Terra per a una persona d'uns 70 kg és, aproximadament, igual a 687 N.[19]

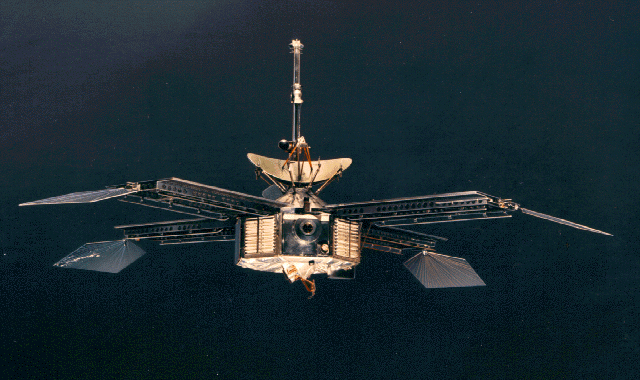
Mariner 4 (225 N)
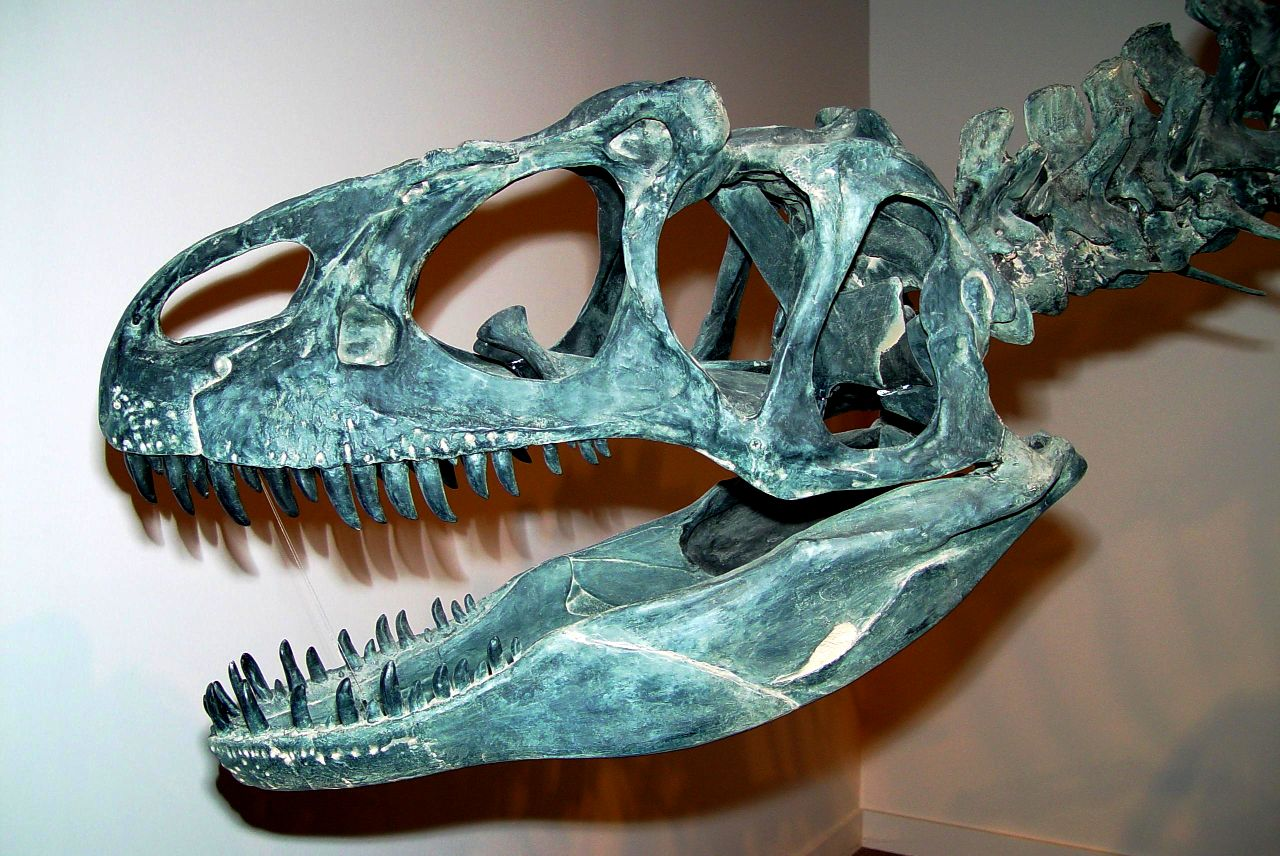
Al·losaure (3.500 N)
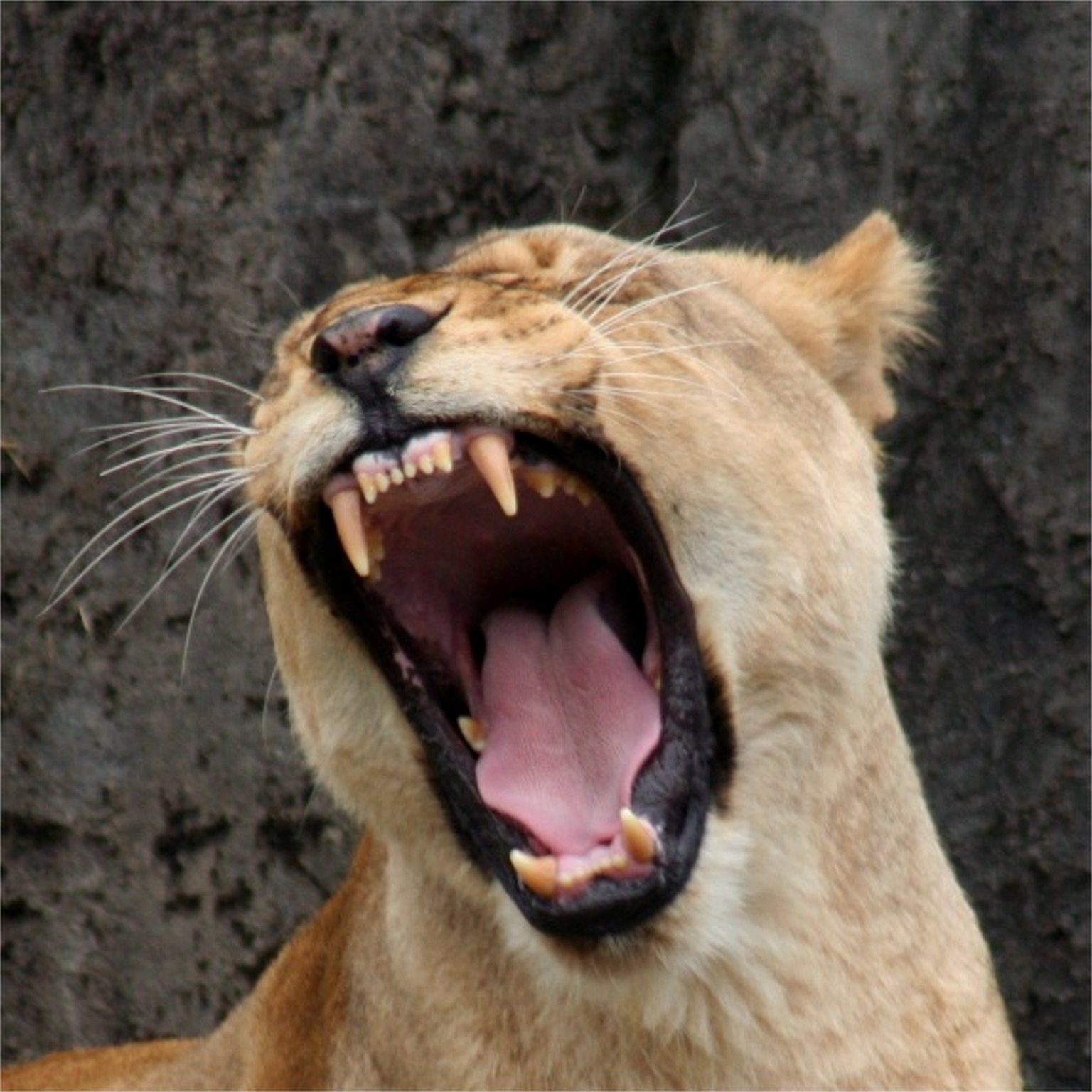
Lleona (4.167 N)
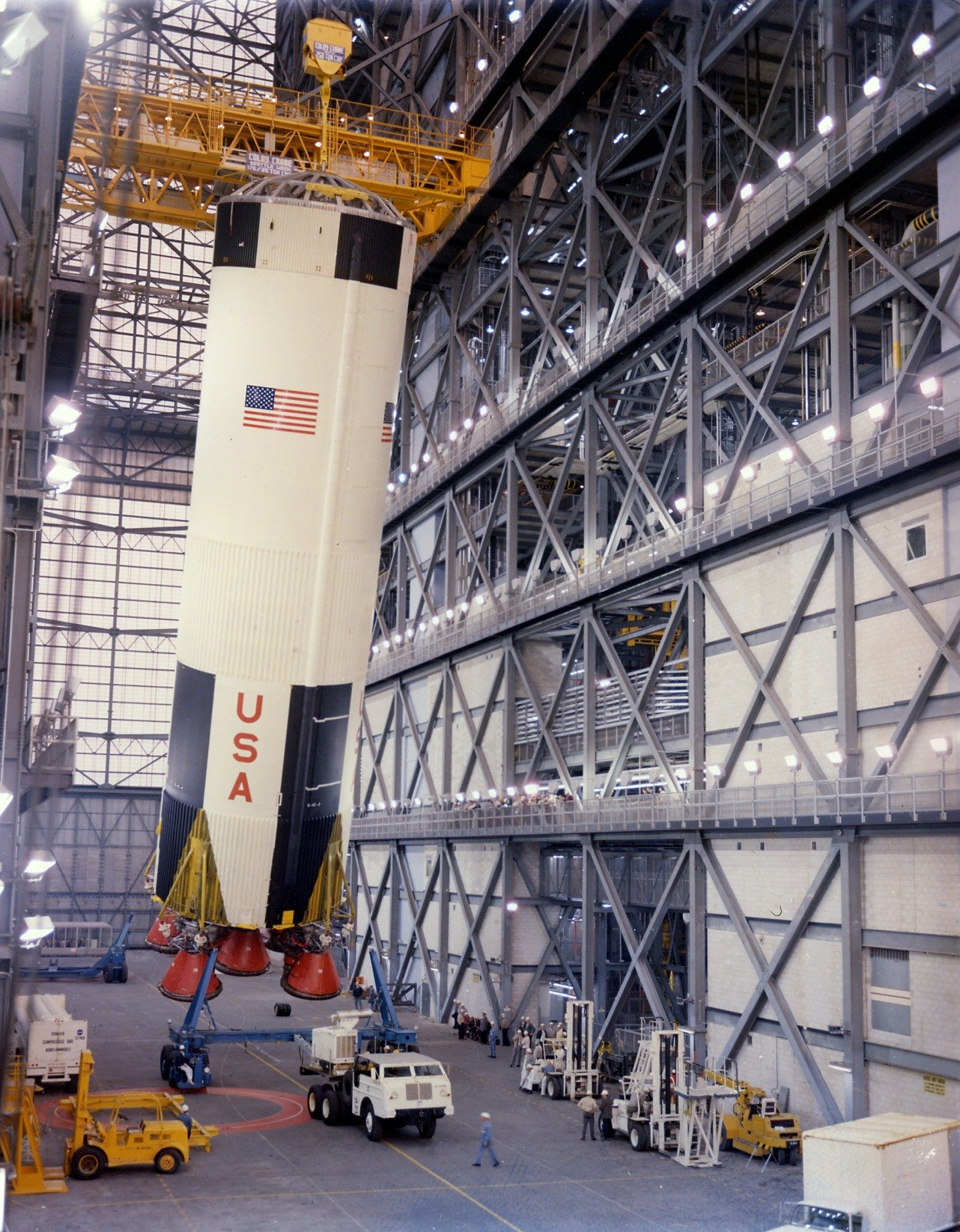
Primera etapa del coet Saturn V (34.000.000 N)

## Ús

### Ús habitual dels quilonewtons en la construcció i altres sectors
Sovint els quilonewtons es fan servir per reflectir el valor de subjecció de seguretat de ganxos, àncores i altres eines de la indústria de la construcció. També se'ls utilitza en les especificacions de l'equipament d'alpinisme. Es poden anunciar en quilonewtons (kN) tant la càrrega de treball segura en referència a la tensió mecànica i la tensió tallant.
1 kN equival a una càrrega de 101,97162 quilograms, però multiplicar el valor en quilonewtons per 100 és una igualment una bona aproximació. Per exemple, l'esforç de tracció de la locomotora de tren de vapor de la Classe Y i l'empenta d'un motor de reacció F100 són al voltant de 130 kN.
Un kilonewton, 1 kN, equival a 102,0 kgf, o uns 100 kg de càrrega sota la gravetat terrestre.
1 kN = 102 kg × 9.81 m/s2.
Així, per exemple, una plataforma que la mostra està valorada a 321 kilonewtons suportarà amb seguretat una càrrega de 32.100 quilos.
Les especificacions en kilonewtons són habituals en les especificacions de seguretat per a:
- els valors de retenció d'elements de fixació, anclatges i altres elements utilitzats a la indústria de la construcció;
- càrregues de treball en tensió i en esforç tallant;
- equip d'escalada en roca;
- empenta dels motors de coets, motors de reacció i vehicles de llançament;
- Forces de tancament dels diferents motlles en màquines d'emmotllament per injecció utilitzades per a la fabricació de peces de plàstic.

### Empenyiment
Les característiques dels motors de reacció donen valors d'empenyiment en quilonewtons, per tal de mesurar les prestacions propulsives d'una planta de potència per a una aeronau.